# Crise de la conscription (1944)
Pour la crise de la conscription pendant la Première Guerre mondiale, voir Crise de la conscription (1917-1918).
La crise de la conscription de 1944 est une crise politique et militaire survenue au Canada durant la Seconde Guerre mondiale. Semblable à la crise de la conscription de 1917, elle fut moins dommageable politiquement.
En raison d'une mauvaise gestion des soldats francophones dans l'armée canadienne, la population francophone s'est activement opposée aux menées du gouvernement canadien pour augmenter les effectifs de l'armée canadienne.

## Contexte
Le Premier ministre canadien, William Lyon Mackenzie King, était hanté par la façon dont la crise de la conscription de 1917 avait fracturé le Parti libéral du Canada entre ses canadiens-anglais et Canadiens-français. Il était déterminé à en éviter une nouvelle et au cours des années 1930, il développé une aversion constante pour la conscription. Cependant, le Canada a dû déclarer la guerre à l'Allemagne le 10 septembre 1939 en support du Royaume-Uni. 
En tant que commandant en chef des Forces armées canadiennes, King cherchait à éviter de répéter ce qu'il considérait comme les erreurs de son prédécesseur conservateur, Robert Borden pendant la Première Guerre mondiale. King a d'abord tenté de limiter la participation uniquement au plan d'entraînement aérien du Commonwealth britannique. Mais les Britanniques ont demandé une division armée pour l'Europe.
Après la Première Guerre mondiale, certains jeunes canadiens-français qui cherchaient l'aventure ou à fuir l'ennui de la vie de ferme, s'étaient enrôlée dans les quelques régiments traditionnels francophones de l'armée canadienne, comme le Royal 22e Régiment, et plusieurs régiments de réserve ont été mobilisés pour la guerre. Cependant, les volontaires ont été rares au début de la Seconde Guerre mondiale par le peu d'intérêt des francophones à se porter au secours de l'Empire Britannique et des souvenirs du mauvais traitement réservé aux soldats canadiens-français pendant la guerre de 1914-1918. Pendant ce temps, les anglophones accouraient aux bureaux de recrutement.
King a promis de ne pas imposer la conscription aux élections de 1940 pour s'allier le Québec, ce qui contribua à son élection. En juin 1940, après la chute de la France, il a cependant dû passer une loi d'enregistrement pour le service interne et l'appel aux volontaires pour le front sous la pression Britannique.

## Plébiscite de 1942
En 1941, il y avait suffisamment de volontaires pour maintenir cinq divisions outre-mer. Pendant ce temps, les conservateurs font pression sur King pour qu'il adopte la conscription. En avril 1942, il tient un plébiscite, qui demande à la population non pas d'appuyer la conscription immédiate, mais plutôt de permettre au gouvernement de revenir sur sa promesse faite durant l'élection de 1940. La phrase célèbre de King sur cette question, « la conscription si nécessaire, mais pas nécessairement la conscription », reflétait la nature ambiguë du plébiscite.
Sans surprise, le plébiscite reçoit l'appui de la plupart des Canadiens anglais, qui votent pour à 83 %, mais est massivement rejeté par les Canadiens-Français, surtout au Québec, où les groupes anti-conscription (dont un mené par Henri Bourassa, un des plus importants opposants de la conscription en 1917) contribuent à ce que 76 % de la population vote contre la conscription.
Le gouvernement canadien adopte alors la Loi 80, abrogeant les sections de la Loi sur la mobilisation des ressources nationales qui interdisent la conscription pour le service outre-mer. Toutefois, la plupart des Canadiens n'appuient toujours pas la conscription immédiate. Il y a quelques émeutes à Montréal, quoique n'approchant pas la même échelle que les émeutes survenues en 1917 et 1918. Même à Toronto, une région fortement pro-conscription, le conservateur Arthur Meighen est défait lors d'une élection partielle après avoir promis d'aider à introduire la conscription.

## Adoption de la conscription
Après des campagnes en Italie en 1943 et le débarquement de Normandie en 1944, faute de volontaires, le Canada fait face à une pénurie de troupes. Les ministres canadiens-français de King, et le Québec en général, ne font pas confiance au ministre de la défense James Ralston, et King juge politiquement sensible de le remplacer par le général anti-conscription Andrew McNaughton en novembre 1944. Cependant, ce dernier est incapable de produire un grand nombre de volontaires pour l'infanterie, bien qu'il y ait un grand nombre de volontaires pour la marine et l'aviation. Le cabinet de King menace de démissionner et de faire tomber le gouvernement. King accepte finalement la conscription en novembre 1944.
Lorsqu'en 1943, une brigade est envoyée aux Îles Aléoutiennes, alors occupées par l'empire du Japon, il y avait des centaines de conscrits dans les rangs (les îles étant techniquement en terre nord-américaine, le déploiement n'était donc pas considéré comme « outre-mer ») et des désertions avant l'embarquement sont notées. Toutefois, aucun autre déploiement n'est fait avant 1945, quand 12 908 hommes sont envoyés à l'étranger. La plupart proviennent des conscrits pour le service domestique recrutés sous la Loi sur la mobilisation des ressources nationales, et non dans la population en général. Peu participent aux combats en Europe : seuls 2 463 hommes atteignent les unités en première ligne. De ceux-ci, 69 conscrits perdent la vie. Politiquement, il s'agit d'un pari réussi pour King, qui évite de s'embourber dans une crise politique et demeure au pouvoir jusqu'à sa retraite en 1948.
Les hommes conscrits sous la Loi sur la mobilisation des ressources nationales qui refusent de devenir « actifs » sont affublés du surnom dérisoire de « Zombis », autant au Canada qu'à l'étranger. Farley Mowat, raconte dans ses mémoires de guerre, la haine sauvage qu'il entretenait face à ceux qui portaient l'uniforme mais refusaient de faire les mêmes sacrifices que lui et ses camarades furent appelés à faire en Italie et dans le nord-ouest de l'Europe.

## Lien extérieur
- / Canuel, A. (2000). Censure et politique en temps de guerre au Canada : le réseau public d'expression française. Bulletin d'histoire politique, 8(2-3), 172–18